# Heinrich Hinzmann
Heinrich Hinzmann (geboren 28. Dezember 1860; gestorben 1. März 1926) war ein deutscher Buchbinder, Leder-Kunstgewerbler und Heraldiker. Seine Künstlersignatur lautete H. Hinzmann.

## Leben

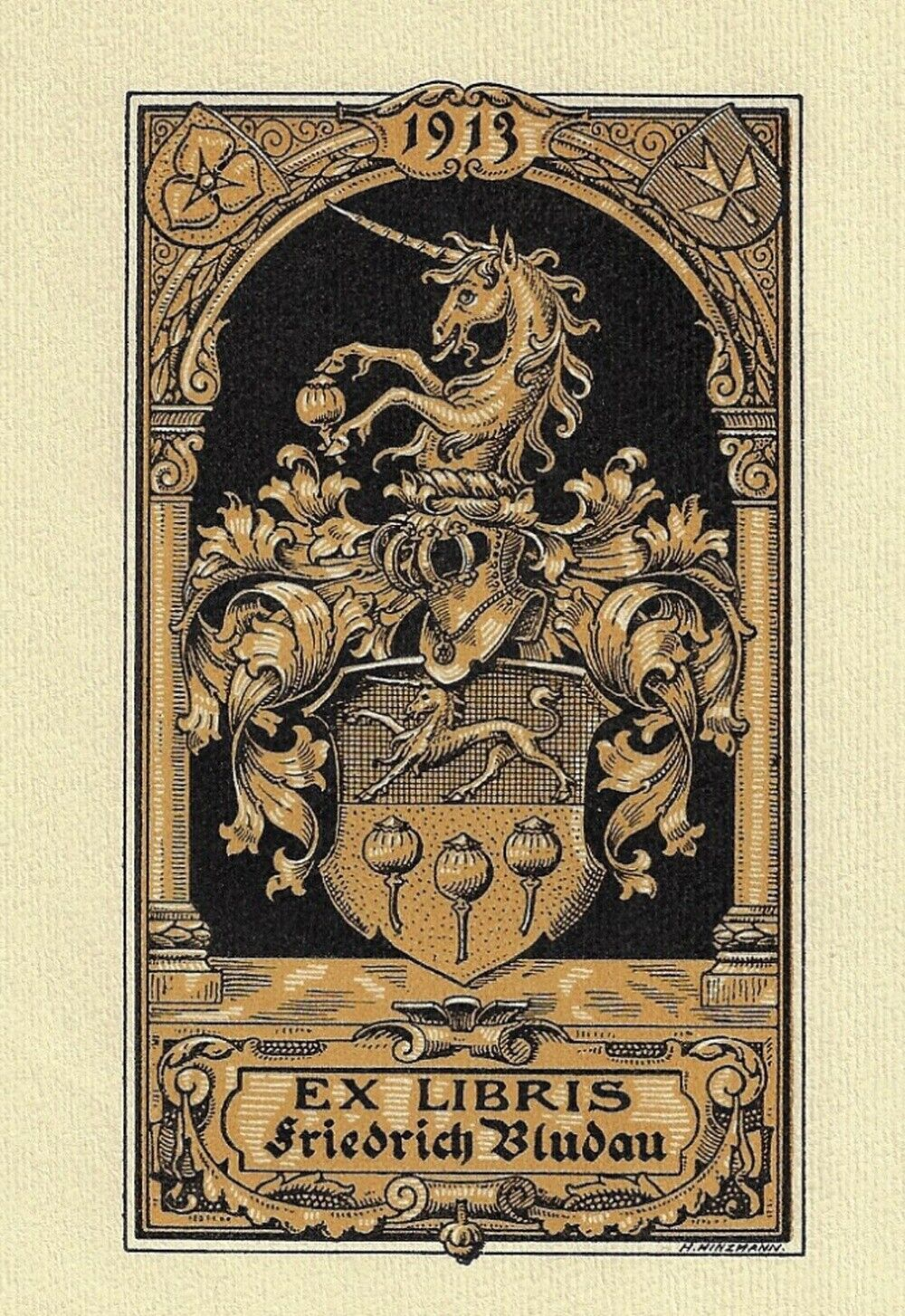
Exlibris von Hinzmann für den Architekten Friedrich Bludau, 1913

Hinzmann wurde 1860 als Sohn des gleichnamigen Schuhmachermeisters Heinrich Hinzmann und dessen Ehefrau Marie Staben geboren. Er durchlief eine Lehre zum Buchbinder und bildete sich anschließend in der kunstgewerblichen Werkstatt von Georg Hulbe in Hamburg in der Lederschnitt-Technik zum Kunstgewerbler fort. Diese Kenntnisse nutzte er später, um zum Beispiel lederne Buchrücken zu gestalten.
1884 eröffnete er in Parchim seine eigene kunstgewerbliche Werkstatt. 1887 wurde er Hoflieferant für das Großherzogtum Mecklenburg sowie für das Großherzogtum Oldenburg.
Ab 1901 unterrichtete Hinzmann als Fachlehrer für Heraldik an der Kunstgewerbeschule Hannover.
Auf einem für sich selbst entworfenen Exlibris fand sich der Stempel mit der Atelier-Angabe Heinr. Hinzmann, Hoflieferant, Hannover mit der abgekürzt angegebenen Adresse für das Haus Kleine Wallstraße 2.

## Werke (Auswahl)

### Exlibris
- 1903 für Karl Emich Graf zu Leiningen Westerburg[1]
- 1906: heraldisches Exlibris für sich selbst[1]
- 1913, für Friedrich Bludau: „Wappenschild mit Einhorn und Mohnkapseln, darüber Ritterhelm und Einhorn, von zwei Säulen flankiert“, als Zinkographie in Braun im Kupferstich-Kabinett der Staatlichen Kunstsammlungen Dresden[3]

### Stücke aus Leder
- 1902, zum Abschied des Direktors der Straßenbahn Hannover AG Theodor Krüger: Großformatige, vielfarbige Schmuckmappe mit floralen Elementen, Glas-Schmucksteinen diversen Wappen. Mittig die „Elektra“, in der rechten Hand ein verschnörkeltes „StH“ haltend (das vormalige Kürzel der späteren Üstra), in der linken „einen Stab mit dem Funken sprühenden Speichenrad, Symbol der elektrischen Bahn“. Im Hintergrund eine vom preußischen Adler dominierte Landschaft mit Straßenbahn, Wagenhalle und Oberleitung; seit 2019 im Besitz der Üstra.[2]